# Vasilije Pušica
Vasilije Pušica, detto Vasa (in serbo Василије Пушица?; Belgrado, 12 settembre 1995), è un cestista serbo, che gioca come playmaker.

## Biografia
Nato a Belgrado, cresce cestisticamente nella sua città natale nelle giovanili del Partizan, e con la quale si guadagna la convocazione in tutte le categorie delle nazionali giovanili della Serbia. Nel 2013 è stato grande protagonista nella Euroleague Basketball Next Generation Tournament. Nel 2015 si trasferisce negli Stati Uniti dove per due stagioni veste la maglia dei San Diego Toreros, la squadra NCAA della University of San Diego. Nelle due annate successive passa agli Northeastern Huskies, con cui raggiunge nel 2019 la finale della Conference CAA ed è MVP di quarti e semifinali, facendo registrare una media stagionale di 18 punti e 4 assist a partita e il 40% da tre punti. Raggiunge il torneo NCAA dove, nonostante i 31 punti e 6 assist personali nella gara di debutto, viene eliminato al primo turno.
Terminata l'esperienza collegiale, ha vestito nuovamente la maglia del Partizan per poi approdare in Italia alla V.L. Pesaro con cui ha chiuso un’annata in Serie A da 12,9 punti, 3,8 assist e 3,3 rimbalzi di media a partita.
Il 23 giugno 2020 viene ufficializzato il suo approdo alla Dinamo Sassari, in cui gioca prevalentemente come sostituto di Marco Spissu. Il 4 novembre però, durante la sfida di Champions League contro Tenerife si rompe il legamento crociato del ginocchio destro, che pone così fine alla sua stagione.